# Sint-Janskerk (Borgerhout)
De Sint-Janskerk, bijgenaamd “De Peperbus”, is een parochiekerk aan de Sint-Jansstraat te Borgerhout. Het is een grote en imposante, neoromaanse kerk in de stijl van een basiliek, opgetrokken in 1887-1890 (sacristie in 1898-1899). De plannen zijn van de architecten Hendrik Beyaert en Frans Baeckelmans.

## Renovatie als bedrijvencentrum
In oktober 2016 werd het aangepaste parochiekerkenplan goedgekeurd, met de Sint-Jan Evangelistkerk als een van de belangrijkste ontwerpen. Een jaar later lanceerde het stedelijk bouwbedrijf AG VESPA een marktbevraging over de herbestemmingsmogelijkheden van de kerk, waaruit een project van Unie van Zelfstandige Ondernemers (UNIZO) als winnaar uit de bus kwam. Volgens de plannen zou UNIZO er, na grondige renovatie, niet alleen de eigen kantoren te vestigen, maar ook er een eigentijds ondernemerscentrum in onderbrengen (“UNIZONE”). UNIZO zegt zich te inspireren op buitenlandse voorbeelden zoals Station F in Parijs, Rockstart in Amsterdam, Space 10 in Kopenhagen en Blue City in Rotterdam.
Na akkoord van het Vlaams Agentschap Onroerend Erfgoed werd de kerk in 2018 ontwijd. Na een erfpachtovereenkomst met de kerkfabriek zou UNIZO in 2020 starten met de renovatie, die in 2021 afgerond moet zijn.
In de katholieke gemeenschap heersen gevoelens van verslagenheid, met de herbestemming “als een symbool van vergane glorie en van een wegkwijnende kerkgemeenschap”.
Begin september 2020 raakte bekend dat UNIZO het project volledig had geannuleerd.